# Audrey Eagle
 Audrey Lily Eagle (* 30. Oktober 1925 in Timaru, Neuseeland; † 27. November 2022 in Mosgiel, Neuseeland) war eine neuseeländische Autorin, Botanikerin und Illustratorin. Sie ist bekannt für ihren Beitrag zur Aufzeichnung und Veranschaulichung der Botanik neuseeländischer Bäume und Sträucher sowie durch ihren Beitrag zur Erhaltung und zum Schutz von Pflanzen und Naturgeschichte in Neuseeland.

## Leben und Werk
Eagle wurde als Audrey Lily Brodey als Tochter englischer Eltern geboren.  Sie besuchte die Grundschule in Wellington und zog 1933 mit ihrer Familie in das Vereinigte Königreich. Von 1936 bis 1943 besuchte sie dort die Horsham High School for Girls, die Fulham County Secondary School for Girls und Banbury County School. Sie studierte anschließend technisches Zeichnen an der Government Training Center in Slough und besuchte dann nebenberuflich von 1945 bis 1946 die School of Technology in Oxford, und 1947 das Dartford County Technical College, wo sie ein Ordinary National Certificate in Elektrotechnik erwarb. Sie war von 1944 bis 1948 als technische Zeichnerin bei der Baldwin Instrument Company in Dartford in Kent tätig. 1948 heiratete sie Harold William Eagle, mit dem sie zwei Kinder bekam. Von 1948 bis 1949 studierte sie an der Banbury School of Art und kehrte 1949 mit ihrem Ehemann nach Neuseeland zurück. Sie lebte in Waikato und dann von 1984 bis 1996 in New Plymouth. Nach dem Tod ihres Ehemannes zog Eagle 1996 nach Macandrew Bay.
Von 1949 bis 1954 war sie im Zeichenbüro des State Hydro Electricity Department in Hamilton (Neuseeland) beschäftigt. Dort traf sie 1949 den Elektroingenieur und Amateurbotaniker Athol Ceadric Albin Caldwell. Er pflanzte eine große Auswahl einheimischer Bäume auf ungenutztem Land neben dem Bürogebäude seiner Abteilung. Dieses Gebiet wurde bekannt als The Shrubbery und später zu seinen Ehren Caldwell Native Bush. Eagle begleitete Caldwell und den Experten für die Vegetation der Waikato-Region, den Botaniker Michael Christian Gudex auf vielen botanischen Expeditionen.

## Botanische Illustratorin und Autorin
Ab 1952 etablierte sie sich auf dem Gebiet der Botanik, Illustration und des Schreibens. Während ihres Aufenthalts in England hatte sie ihr Interesse an Pflanzen entwickelt und lernte die botanischen Namen der neuseeländischen Bäume. Sie malte, bis auf eine, alle ihre Illustrationen nach lebendem Material, welches sie selbst gesehen oder gesammelt hatte.
Eagle verfasste ab 1975 eine Reihe botanischer Bücher. Ihr erster Bildband Eagle's Trees and Shrubs of New Zealand in Colour wurde 1975 veröffentlicht und umfasst 228 botanische Gemälde. Die zweite Band erschien 1982 und zeigt 405 botanische Gemälde. Eagle widmete diesen Band dem australischen Botaniker Anthony Peter Druce, der sie bei taxonomischen Aspekten unterstützte.
Das 2006 veröffentlichte zweibändige Werk Eagle's Complete Trees and Shrubs of New Zealand enthält ihre originalen Farbabbildungen und schriftlichen Beschreibungen von über 800 Arten, Sorten und noch unbenannten einheimischen Bäumen und Sträuchern, alle nach den neuesten pflanzentaxonomischen Forschungen und Klassifizierungen geordnet. Für die Erstellung des Buches benötigte Eagle mehr als ein halbes Jahrhundert methodischer und sorgfältiger Sammlung, Beobachtung, Malerei und Schrift. Sie kooperierte mit nationalen Botanikern, die ihr Pflanzenexemplare schickten und sie über die neuesten taxonomischen Änderungen und Aktualisierungen auf dem Laufenden hielten. 2007 gewann das Buch die Montana-Medaille für Sachbücher und die Illustrative-Sektion der Montana New Zealand Book Awards.
Eagle starb 2022 im Alter von 97 Jahren in Mosgiel.
Ihre Originalgemälde befinden sich in der Alexander Turnbull Library. Das persönliche Herbarium und die Belegexemplare von Eagle werden im Otago Regional Herbarium (OTA) aufbewahrt.

## Ehrungen (Auswahl)
- 1976: Auszeichnung des Nature Conservation Council
- 1985: Verleihung des Loder Cup für ihren Beitrag zum Umweltschutz in Neuseeland[3]
- 2001: Companion of the New Zealand Order of Merit für Verdienste um die botanische Kunst in der Queen’s Birthday Honours List[4]
- 2007: Montana-Medaille für Sachbücher
- 2009: Allan Mere Award
- 2013: Ehrendoktorwürde der Otago University[5]
- 2017: 150 Women in 150 Words der Royal Society Te Apārangi

## Mitgliedschaften
- Royal Forest and Bird Protection Society
- Ornithological Society of New Zealand
- Wellington Botanical Society
- New Zealand Botanical Society
- Native Orchid Group
- Auckland Botanische Gesellschaft

## Veröffentlichungen (Auswahl)
- Eagle's Complete Trees and Shrubs of New Zealand. Te Papa Press, 2006, ISBN 978-0-909010-08-9.
- Eagle's 100 trees of New Zealand: Companion volume to Eagle's 100 shrubs & climbers of New Zealand: botanical paintings & notes. Collins, 1978, ISBN 978-0-00-216933-2.
- Eagle's 100 shrubs & climbers of New Zealand: Companion volume to Eagle's 100 trees of New Zealand : botanical paintings & notes. Collins, 1978, ISBN 978-0-00-216932-5.